# 萝扎·切梅里斯
萝扎·巴西罗芙娜·切梅里斯（羅馬化：Roza Barisovna Chemeris；1978年6月11日—），婚前姓氏格卢博科夫斯卡娅，时俄罗斯政治人物、第八届国家杜马议员。

## 生平
切梅里斯1978年6月11日出生于莫斯科（出生时名为拉济娅特·巴西罗芙娜·加萨诺娃，Raziyat Basirovna Gasanova），是第五届和第六届国家杜马代表埃莉米拉·格卢博科夫斯卡娅的女儿；而她的继父米哈伊尔·格卢博科夫斯基也曾任第一届和第二届国家杜马代表。她的丈夫是滨海边疆区立法议会代表伊戈尔·切梅里斯。前夫是俄罗斯远东发展部副部长哈吉穆罕默德·侯赛因诺夫。他们育有三个儿子。
在2021年，她提交了参加统一俄罗斯党的初选的文件，并开展了自己的竞选活动，但很快撤回了自己的候选人资格，转而加入了新人党。
在2021年的国家杜马选举中，她作为新人党的联邦党列表候选人当选为第八届国家杜马的代表。她还是发展远东和北极委员会的成员。

## 制裁
切梅里斯于2022年因俄乌战争受到英国政府制裁。